# Corredor Central

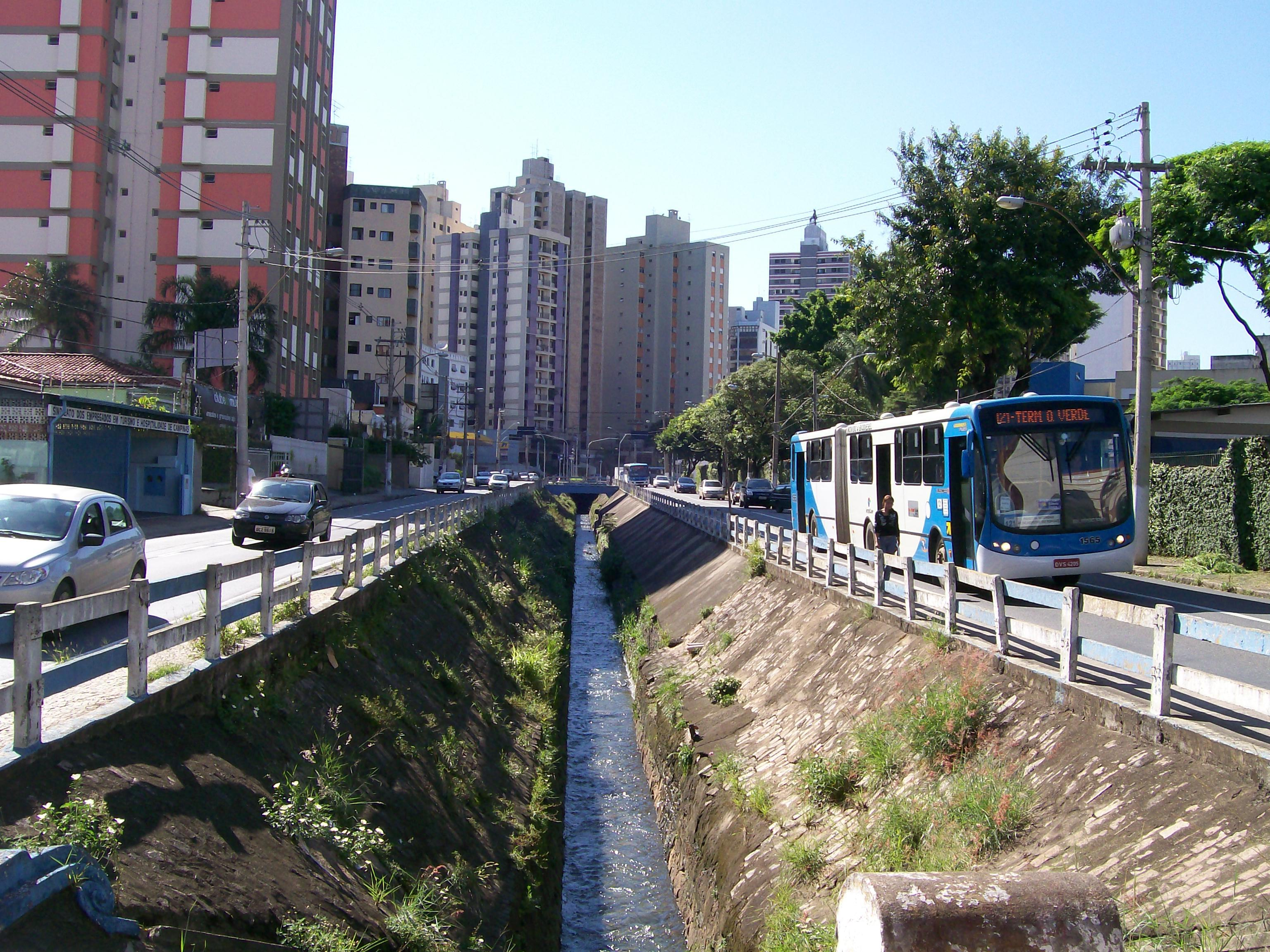
A Avenida Anchieta faz parte do Corredor Central.

Corredor Central é um corredor viário no Centro de Campinas, nas avenidas Anchieta, Orozimbo Maia, Senador Saraiva, Morais Sales e Irmã Serafina, com o objetivo de priorizar o transporte coletivo e ordenar o trânsito na região central da cidade, criado em 2009 e implantado em 2010 e que veio a substituir o Rótula, existente desde 1996. Todas as avenidas do Corredor Central têm sentido único nas duas pistas, girando em sentido anti-horário.

## História

### Rótula (1996-2010)
O Rótula ("rodinha") foi um sistema que colocou cinco avenidas do Centro de Campinas com as pistas no mesmo sentido para direcionar o tráfego e diminuir os congestionamentos, que se tornavam cada vez piores com as avenidas seguindo em sentido duplo. Sua implantação deu-se em 14 de julho de 1996, aniversário de 222 anos da cidade. Em 1997, parte do sistema Rótula tal como originalmente concebido, teve as mudanças desfeitas em várias ruas do bairro Cambuí, dentre elas Coronel Quirino, Maria Monteiro, Emílio Ribas e Antônio Lapa, com a reversão do sentido dessas vias à situação anterior.

### Corredor Central (2010-)
Após mais de 13 anos de implantação do Rótula, o sistema não estava mais dando conta do intenso trânsito nas ruas centrais de Campinas, o que demandou o desenvolvimento de um novo projeto, que privilegiasse o transporte coletivo. Em 2009, após numerosas obras, com a construção de Estações de Transferência, que têm piso elevado, rampas acessíveis, piso podotátil e um visual moderno, o Corredor Central foi implantado a partir de 9 de janeiro de 2010, com a redução da velocidade em todas as avenidas do corredor de 60km/h para 50km/h.
Entretanto, o sistema não foi implantado com tranquilidade e teve de sofrer algumas mudanças, especialmente no cruzamento entre a Avenida Anchieta e a Rua General Osório, que tem os dois trechos com sentido oposto e convergindo o fluxo na avenida, o que causou enormes lentidões em função da faixa exclusiva para ônibus na pista interna.

## Características
Para entender as características, é necessário antes entender algumas definições:
- Pista interna: é a pista da esquerda, mais próxima ao Centro;
- Pista externa: é a pista da direita, que pode estar no Centro ou fazer divisa com o Cambuí, a Vila Itapura ou o Botafogo;
- Faixa exclusiva: é a faixa destinada exclusivamente ao transporte coletivo (ônibus e táxis), com uso pelos demais veículos sujeito a multa;
- Faixa preferencial: é a faixa que pode ser usada pelos demais veículos, na ausência dos veículos de transporte coletivo.

### Avenida Anchieta
- Duas pistas com duas faixas cada
  - Pista interna com faixa da direita exclusiva (com exceção do trecho entre as ruas General Osório e Benjamin Constant)[5]
  - Pista externa com faixa da esquerda preferencial
- Estação de Transferência Anchieta (3 pontos: 2 pontos com desembarque pelo lado direito e 1 pelo lado esquerdo)
- Ponto da Avenida Dona Libânia (2 pontos: 1 ponto com desembarque pelo lado direito e 1 pelo lado esquerdo)

### Avenida Orozimbo Maia
- Duas pistas com três faixas cada
  - Pista interna com faixa da direita exclusiva
  - Pista externa com faixa da direita preferencial
- Ponto de Ônibus Maternidade (1 ponto com desembarque pelo lado direito)
- Ponto de Ônibus Sacramento (1 ponto com desembarque pelo lado direito)
- Ponto de Ônibus Barata Ribeiro (1 ponto com desembarque pelo lado direito)

### Avenida Senador Saraiva
- Duas pistas com três faixas cada
  - Pista interna com faixa da direita exclusiva
  - Pista externa com faixa da esquerda preferencial
- Estação de Transferência Senador Saraiva (8 pontos: 4 pontos com desembarque pelo lado direito e 4 pelo lado esquerdo)

### Avenida Morais Sales
- Duas pistas com três faixas cada
  - Pista interna com faixa da direita exclusiva
  - Pista externa com faixa da esquerda preferencial
- Estação de Transferência Moraes Sales (4 pontos: 2 pontos com desembarque pelo lado direito e 2 pelo lado esquerdo)

### Avenida Irmã Serafina
- Duas pistas com duas faixas cada
  - Pista interna com faixa da direita exclusiva
  - Pista externa com faixa da esquerda preferencial
- Estação de Transferência Irmã Serafina (2 pontos: 1 ponto com desembarque pelo lado direito e 1 pelo lado esquerdo)

## Fotos

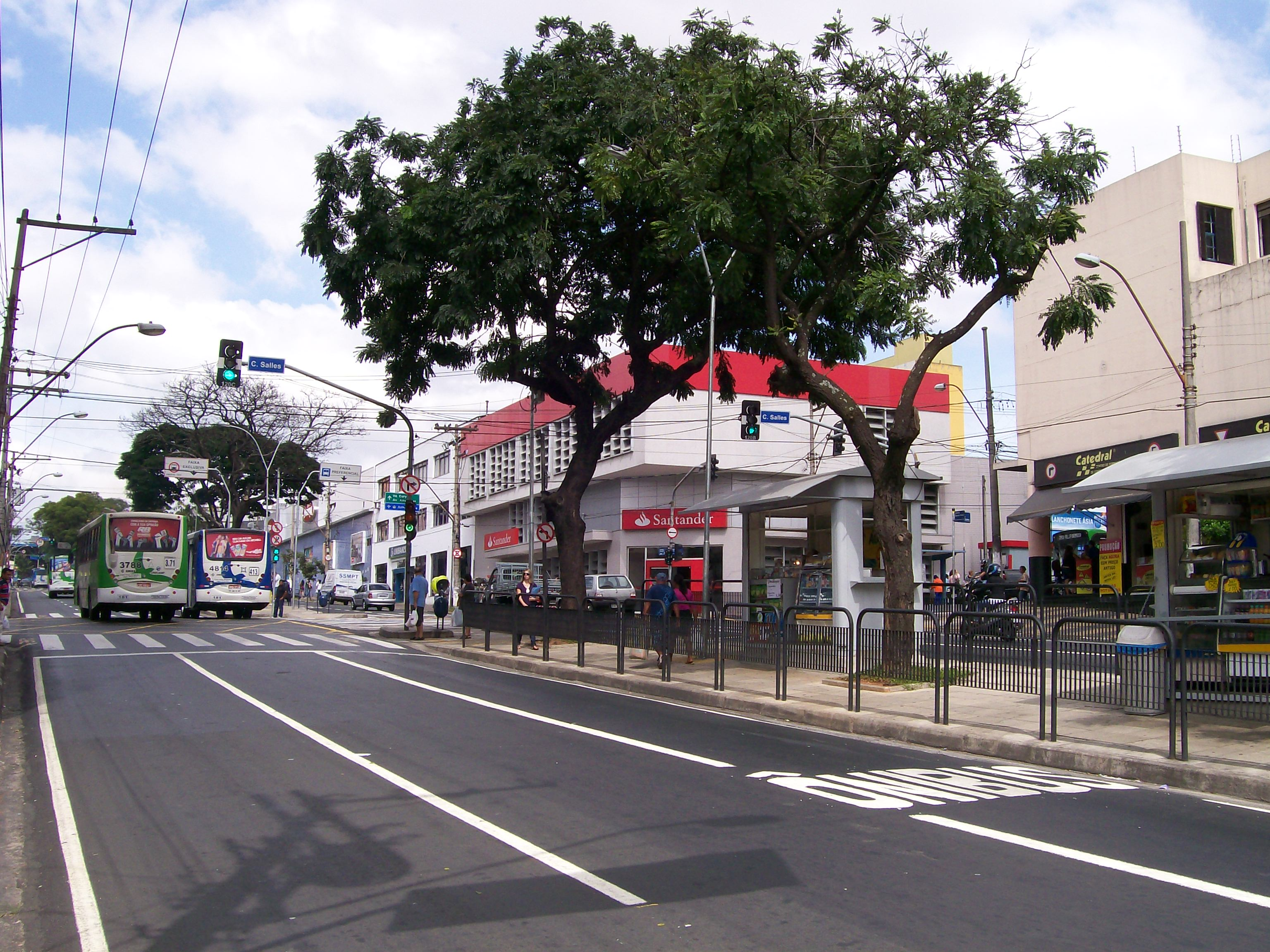
Avenida Senador Saraiva
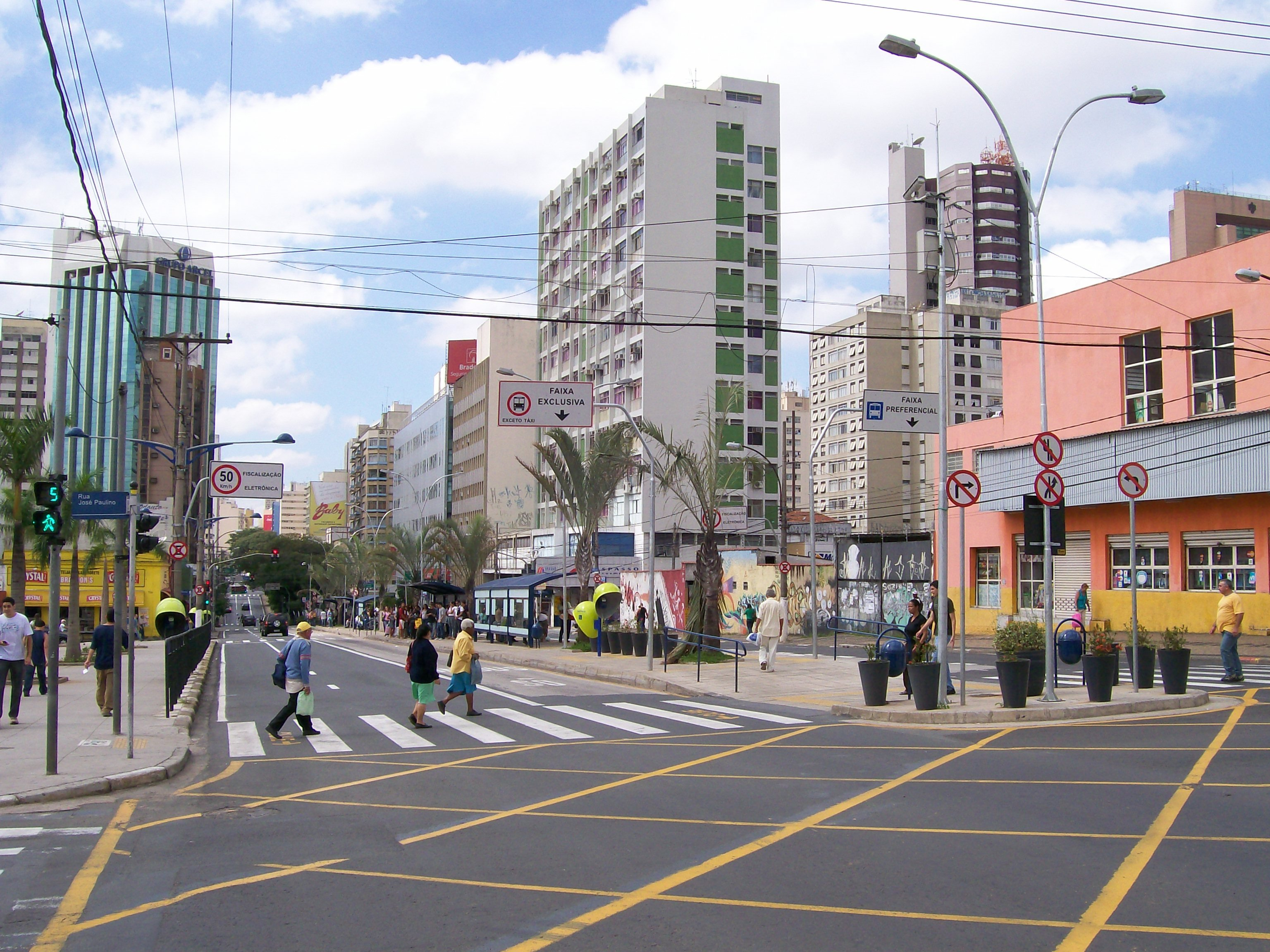
Avenida Morais Sales, com os pontos da Estação de Transferência
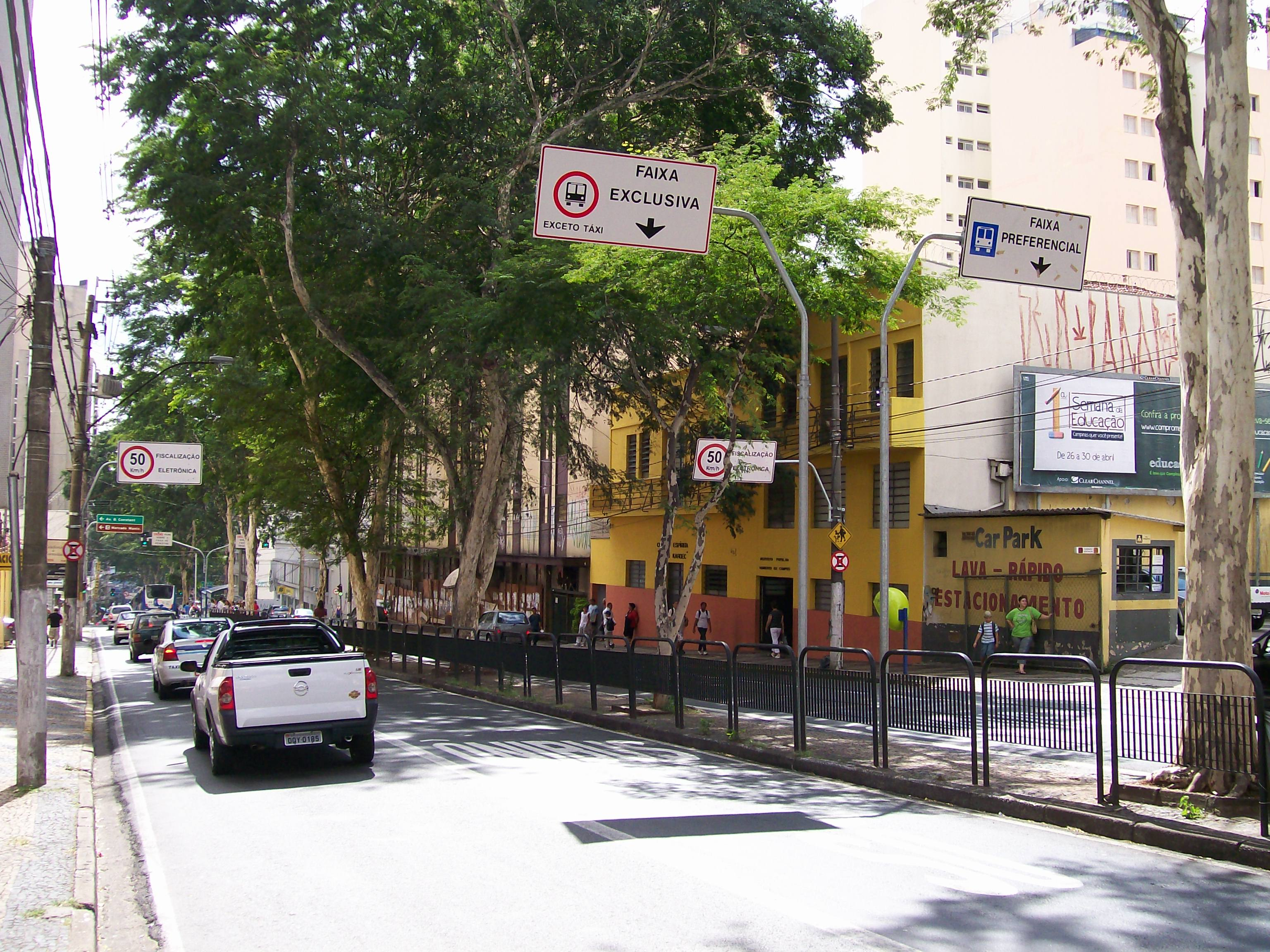
Avenida Irmã Serafina
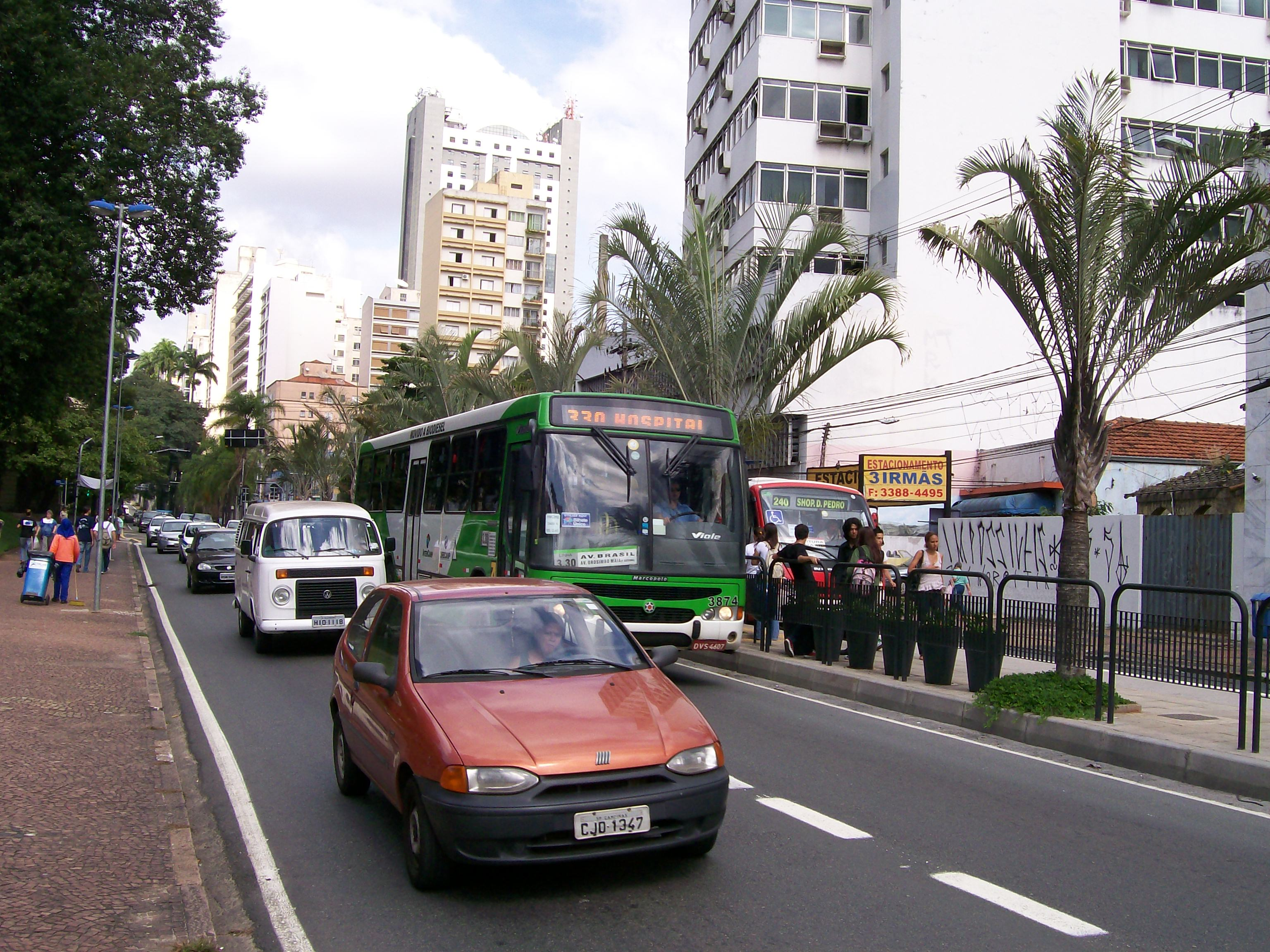
Avenida Anchieta
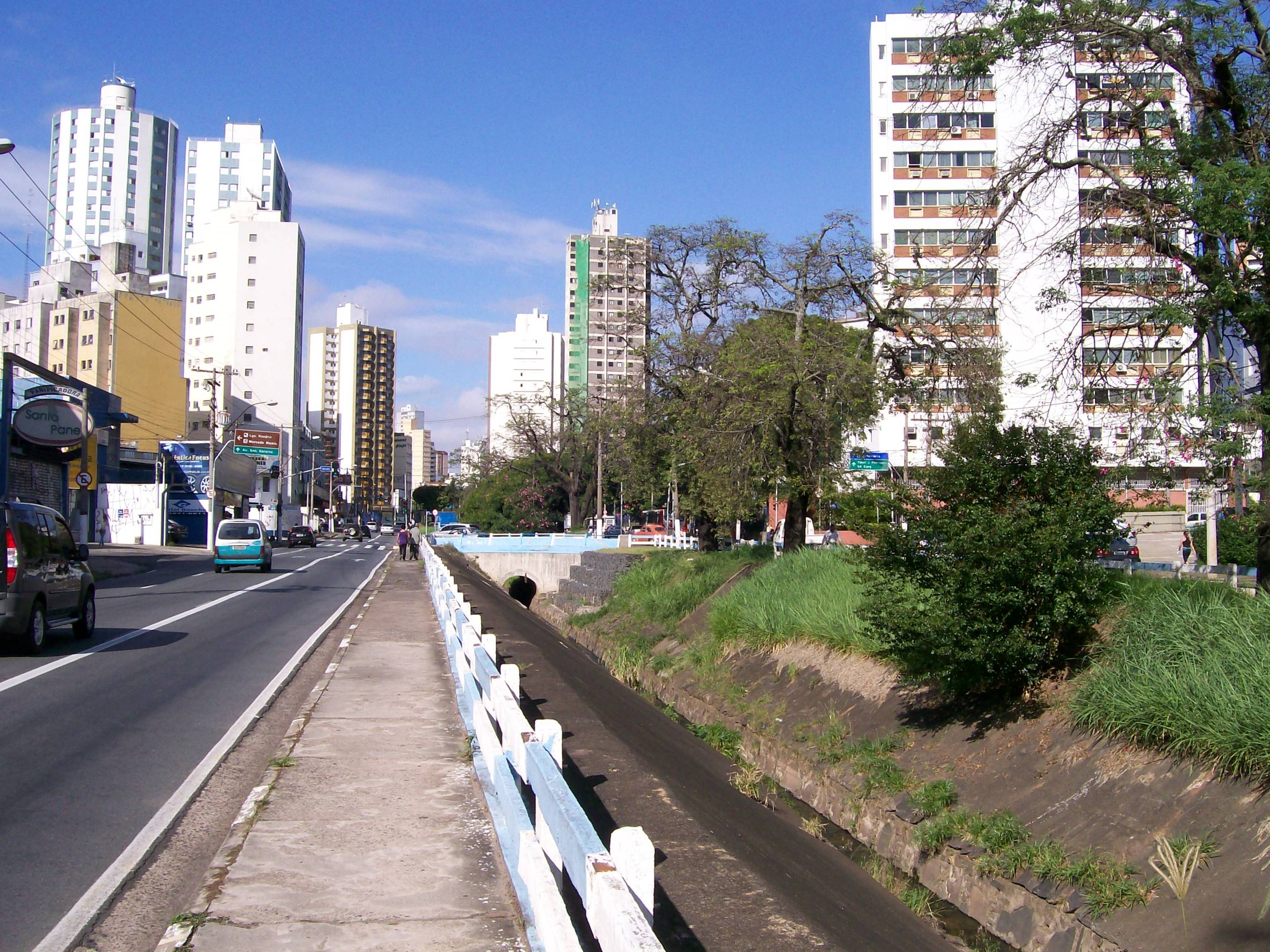
Avenida Orozimbo Maia
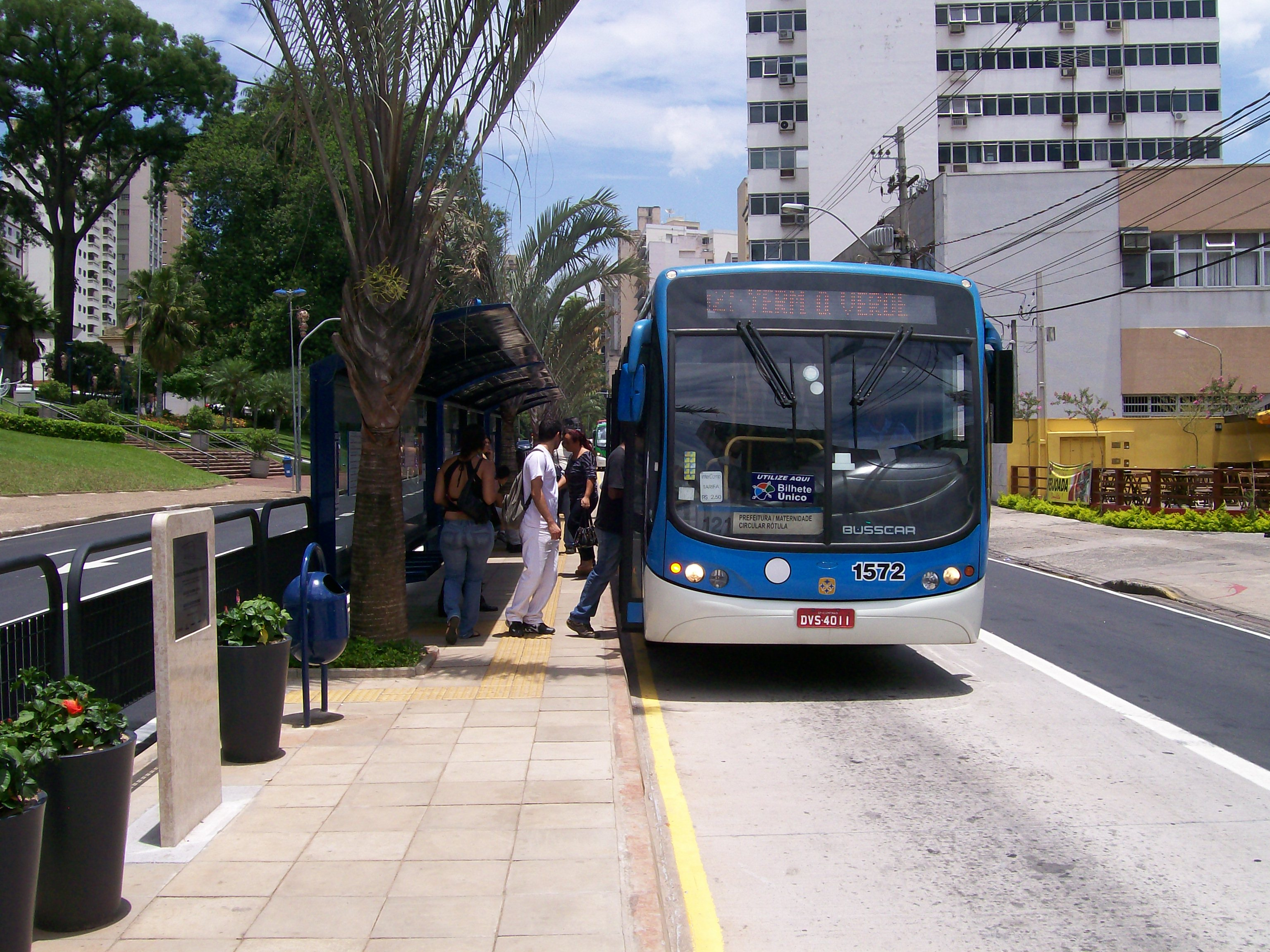
Embarque pelo lado direito na Estação de Transferência Anchieta
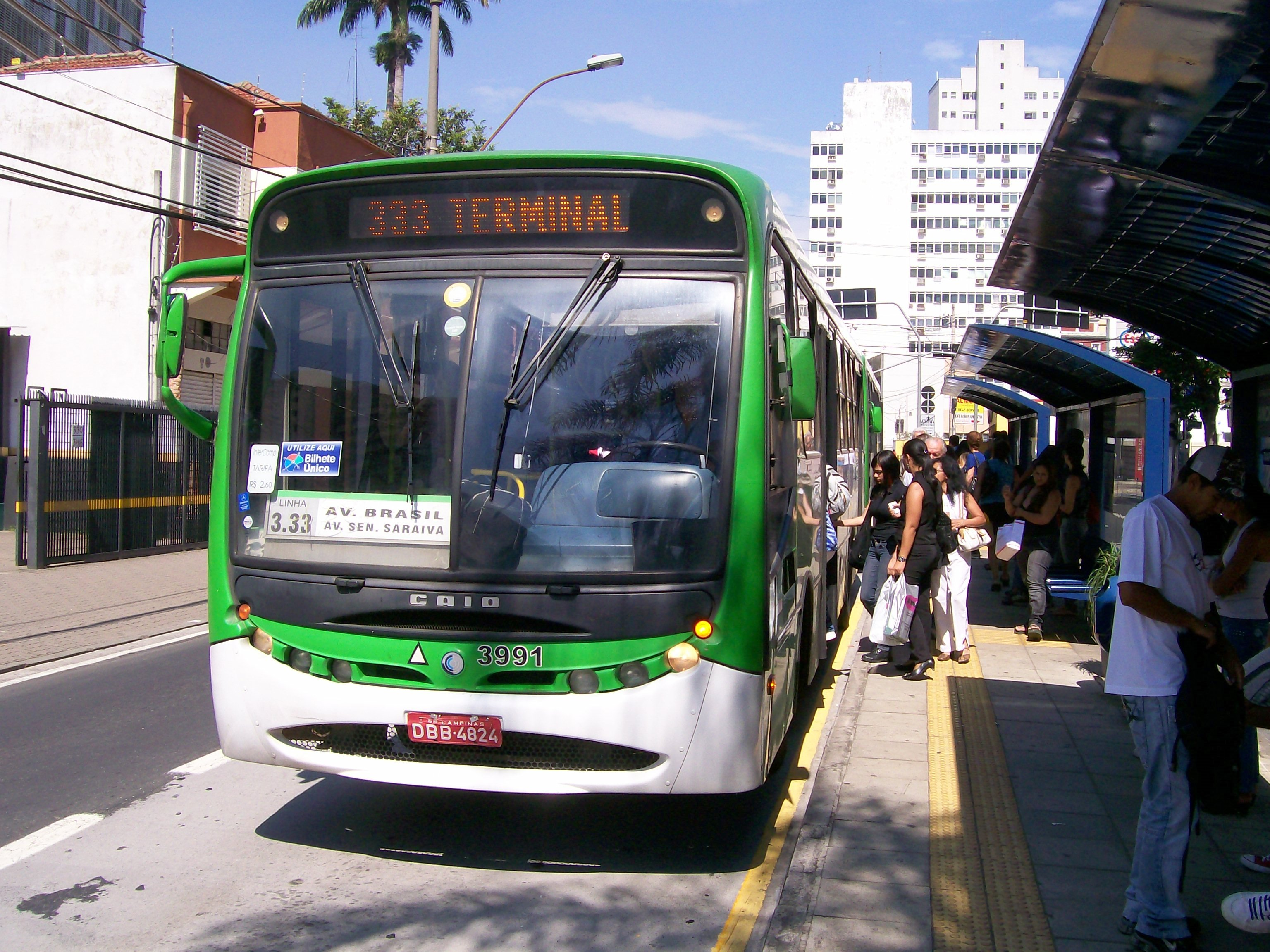
Embarque pelo lado esquerdo na Estação de Transferência Anchieta